# Herbert Asbury
Herbert Asbury (1 de septiembre de 1889-24 de febrero de 1963) fue un periodista y escritor estadounidense. Es conocido por sus libros detallando el crimen en el siglo XIX e inicios del XX tales como Gem of the Prairie: An Informal History of the Chicago Underworld, The Barbary Coast: An Informal History of the San Francisco Underworld, Sucker's Progress: An Informal History of Gambling in America  y The Gangs of New York.
The Gangs of New York fue luego adaptado al cine en la película de Martin Scorsese Gangs of New York (2002). Sin embargo, la adaptación fue tan flexible que resultó siendo nominada al premio Oscar a Mejor guion original y no al de Mejor guion adaptado.

## Primeros años
Nacido en Farmington, Misuri, fue criado en una familia muy religiosa que incluía varias generaciones de devotos predicadores metodistas. Su tío tatarabuelo fue Francis Asbury, el primer obispo de la iglesia metodista en ser ordenado en los Estados Unidos. Pero cuando era todavía niño, él y sus hermanos Mary, Emmett y Fred se desencantaron con la local iglesia metodista del sur.
Durante la Primera Guerra Mundial, Asbury se alistó como soldado raso en el Ejército de los Estados Unidos. Luego fue ascendido a sargento y después a subteniente. Sirvió en Francia hasta que sufrió un daño severo en los pulmones debido a un ataque con gas que le ocasionó problemas respiratorios el resto de su vida. Recibió una baja con honores en enero de 1919. 
Asbury logró una primera fama con la publicación de una historia suya en la revista de H. L. Mencken, The American Mercury, en 1926. La historia narraba sobre una prostituta del pueblo natal de Asbury Farmington, Misuri. Ella llevaba a sus clientes protestantes al cementerio católico para hacer sus negocios y llevaba a los clientes católicos al cementerio protestante. Algunos en Farmington consideraban que esta mujer no iba a ser redimida jamás. 
La historia causó sensación: La Watch and Ward Society de Boston hizo que la revista fuera censurada. Mencken entonces viajó a Boston, vendió una copia de la revista en el Boston Common, y fue arrestado. Las ventas del recientemente fundado Mercury aumentaron y Asbury se convirtió en una celebridad. Asbury luego concentró su atención en una serie de artículos desacreditando a la luchadora del Movimiento por la Templanza Carrie Nation.
Al año siguiente, escribió una biografía de Francis Asbury.

## Carrera
Herbert continuó trabajando como reportero para varios periódicos incluyendo The Atlanta Georgian, el New York Sun, el New York Herald y el New York Tribune. En 1928, decidió dedicarse exclusivamente a escribir. Durante ese tiempo, escribió varios libros y artículos para revistas sobre crímenes reales. También trabajó en guiones y escribió varias obras de teatro que fueron puestas en escena en Broadway. Ninguna fue exitosa.
Asbury se casó con Edith Snyder en 1945, una periodista que trabajaba en el The New York Times, donde pasó la mayor parte de su carrera como reportera.
Luego de su último libro, The Great Illusion: An Informal History of Prohibition en 1950, se retiró de escribir. Asbury murió el 24 de febrero de 1963 a la edad de 73 años de su enfermedad pulmonar crónica.

## Legado
La película del 2002 Gangs of New York del director Martin Scorsese que trata sobre la vida del bajo mundo y los disturbios entre grupos inmigrantes de los años 1840 hasta la Guerra de Secesión revitalizó el interés sobre Asbury. Muchos de sus trabajos, principalmente aquellos que cuentan la historia escondida del lado más sórdido de la cultura popular estadounidense, fueron reeditados. En el 2008, The Library of America seleccionó un extracto de The Gangs of New York para ser incluido en su retrospectiva bicentenario del Crimen Real Estadounidense.
Aunque sus libros han sido muy populares dentro del género del crimen real, comentaristas como Lucy Sante, Tyler Anbinder y Tracy Melton han sugerido que Asbury se tomaba libertades periodísticas con su material. Sin embargo, los libros de Asbury generalmente mencionan largas bibliografías, citan periódicos, libros, panfletos, reportes policiales y entrevistas personales que sustentan su trabajo. La mayoría de ellas constan en notas a pie de página, citando la fuente por su título, fecha y página.
En el 2005, Tracy Melton afirmó en su libro Hanging Henry Gambrill: The Violent Career of Baltimore's Plug Uglies, 1854–1860 que los Plug Uglies eran en verdad una pandilla con sede en Baltimore. Los periódicos neoyorquinos compararon a los Dead Rabbits con los Plug Uglies luego de los disturbios del 4 de julio de 1857 que ocurrieron un mes después del involucramiento de los Plug Ugly en el Disturbio Know-Nothing en Washington D. C.